# Hôpital métropolitain Matsuzawa de Tokyo
L'hôpital métropolitain Matsuzawa de Tokyo est un hôpital psychiatrique public de 1 005 lits situé dans l'arrondissement de Setagaya à Tokyo au Japon. Fondé en 1879, c'est le plus ancien et le plus grand établissement psychiatrique du Japon. C'est la meilleure autorité japonaise dans le domaine de la psychiatrie.

## Personnalités internées
- Issei Sagawa, cannibale, dans les années 1980
- Shūmei Ōkawa, écrivain, dans les années 1940

## Source de la traduction
- (en) Cet article est partiellement ou en totalité issu de l’article de Wikipédia en anglais intitulé « Tokyo Metropolitan Matsuzawa Hospital » (voir la liste des auteurs).